# プランテン
プランテン（プランテイン、プランティン、プランテーン、プラタノ(コロンビアなど)等。仏語、英語: Plantain）は、バショウ属の草本植物の一種の通称である。バナナと異なり、一般には料理に用いられる果物である。多くの市場ではバナナと明確に区別されて扱われているが、交雑種には一般的でない多くの種類があり区分は不明瞭である。バナナとプランテンの差異は植物学上の正式な分類ではなく、果実をどのように消費するかによりいずれの語が用いられるかが決まり、用法としては、文化や分野によって変わるものである。また、品種群の一つとしてプランテン (AAB) が存在しているため、狭義においてはこちらを指す。日本語ではリョウリバショウ、クッキングバナナ等と表記されることもある。
北米では導入当初「バナナ・プランテン」(banana plantain) とされ、アメリカ合衆国とヨーロッパでは「バナナ」がこの種のものも指すようになった。「バナナ」は時々他のプランテン品種も指すようになり、各地で使用法や性質を反映してcooking plantain、banana plantain、beer banana、bocadillo plantain等と呼び分けられた。
イギリスではアフリカ英語圏出身の人々はプランテイン、ジャマイカ系の人々はプランティンと呼び、頻繁にどちらが正しいかという議論を展開している。

## 概要
プランテンはバナナよりも固く、糖分が少ない。また、生食されるバナナと異なり調理するなどの過程を経て食用とされ、それは緑に熟したもの、未熟なもの、デンプンの粉、熟しすぎて甘みが出たものであるかを問わない。生理的熱量は平均220キロカロリーに達し、カリウムと食物繊維の良質な供給源である。
熱帯地方の主食であり、主食としては世界第10位に位置する。味や食感を含めてジャガイモと同様に扱われ、未熟なものは蒸す・茹でる・揚げるといった調理法が採られる。赤道地帯のアフリカやアンデス地方では、一般的な主食である。1年を通して結実するために食料として魅力的であり、どの季節でも信頼の置ける主食となった。これは、特に食料の保存、貯蔵、輸送が技術的に適応しがたい山地や森林の地域社会では、重要な要素である。アフリカでは7000万人以上の炭水化物の必要量である25%以上が、プランテンとバナナによって賄われている。

## 分類
バショウ属は全てマレー諸島（インドネシア、フィリピン、マレーシア）を含む東南アジアと北オーストラリアを含むオセアニアの熱帯地方に由来する。
カール・フォン・リンネはバナナをデザートに用いられるもの（バナナ：Musa sapientum）と食事用のもの（プランテン：Musa paradisiaca）の2種に分類した。その後両者は共に、マレーヤマバショウ（Musa acuminata、Aゲノム）とリュウキュウバショウ（Musa balbisiana、Bゲノム）の交雑種であることが知られるようになり、学名はMusa × paradisiacaとなった。大半のプランテンはAAB型の異質三倍体であるが、プランテンとして大まかにくくられるものにはサババナナ等ABB型のゲノムを持つもの、重要な経済作物である東アフリカ高地系バナナ (Mutika/Lujugira) を含むAAA型のものと、AAB型の一部として太平洋型（Popoulo、Maoli、Iholena等）に分類される品種群が存在する。

## 品種
現在広く知られている品種は以下。
- ツンドク：一般的なプランテンのイメージとして定着している品種。1本のサイズが大きく、一般的なバナナの1.5～2倍ほどの重量がある。見た目が牛の角に似ていることから「ホーンバナナ」（Horn Banana）とも呼ばれ、加熱すると調理後の芋のようなホクホクとした食感に変化する特徴を持つ。また、追熟しても赤や黄へ変化することはなく、熟度が進むと黒く変色する。
- サバ：やや角ばった形の太くて短めのプランテン。果肉は固めで締まっているが優しい甘味があり、完熟した黄色いものは生食も可能である。フィリピンではバナナチップスによく利用されている。
- カルダバ：長さが上の2種類よりも短めで、同じく2種のプランテンに比べて太さもある。全長は12～13cm程度しかなく、果皮が分厚めかつ少し角ばったずんぐりとした形状が特徴的となっている。味は少し酸味があり、食感は芋のようで熟度が進むとややねっとりとした質感に変わるため、サバのように生食することが出来る。
- クラレ：プランテンの品種の中でツンドクに次いで用途が広い。外観は一般的なバナナ（フルーツバナナ）に酷似している。また、ツンドクに比べるとやや小さめで細長く、且つ熟すと黄色く変色する点がツンドクとの差異となっている。食感は芋に似た風合いであるが、他の3種類に比べると蘞味が少なめ。

## 果実の利用

### 加熱調理

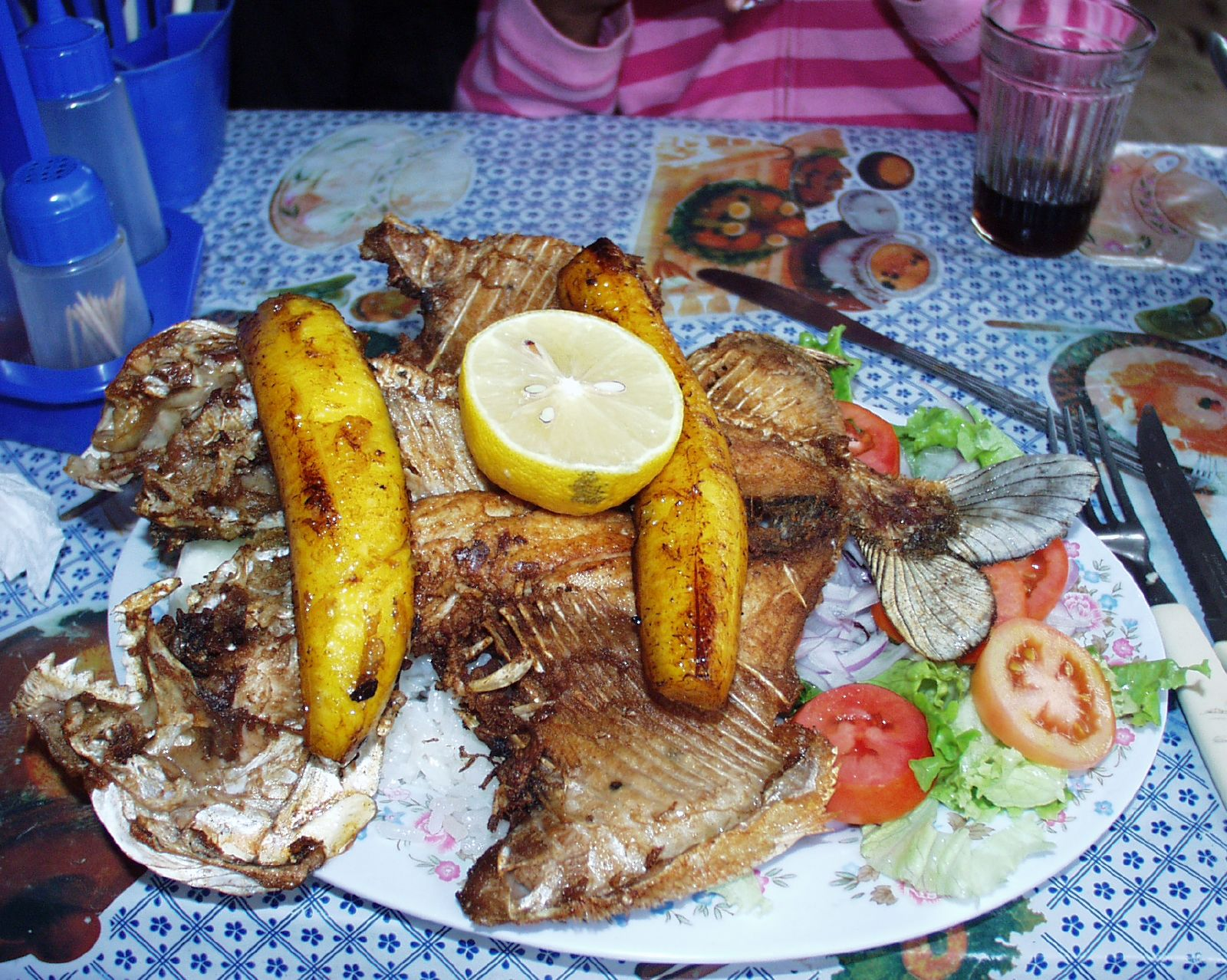
パクーの焼き魚の上に添えられたプランテン

中央アメリカ、カリブ海の諸国（トリニダード・トバゴ、ホンジュラス、ジャマイカ等）では単に炒めたり、茹でたり、スープの具として扱われる。
インドのケーララ州では、熟したプランテンを蒸したものがポピュラーな朝食である。
ガーナでは、茹でたプランテンをコントミレ（ココヤムの葉）のシチュー、キャベツのシチュー、ファンティ・ファンティと呼ばれる魚のシチュー等と共に食する。茹でたプランテンを芋類のペースト、胡椒、タマネギ、パーム油と混ぜることでエトという料理になり、アボカドと共に豚肉以外と食される。熟したプランテンを炒め、黒目豆（ササゲの一種）と共にパーム油で調理したものがポピュラーな朝食である。ガーナの軽食であるケレウェレ（Kelewele）は、香辛料で味付けした熟したプランテンをパーム油や植物油で揚げたものである。
アメリカ合衆国南部（テキサス州、ルイジアナ州、フロリダ州）では、しばしば炙り焼きにされる。
ナイジェリアでは、茹でる・炒める・焼くといった調理法が用いられ、焼いたプランテンはボリ（boli）と呼ばれ、パーム油やピーナッツ類と共に食される。
グアテマラでは茹でるか炒めるかされるが、特に茹でた物をすりつぶし、甘く味付けした黒豆を詰め、ひまわり油かコーン油で揚げたものが、レジェニートス・デ・プラタノ（スペイン語: Rellenitos de Plátano）というお菓子として知られている。皮を剥いた熟したプランテンを砂糖とシナモンと共に煮込んだ飲料が、アトル・デ・プラタノ（スペイン語: Atol de Plátano）である。
キューバ、ドミニカ共和国、プエルトリコでは、茹でてすりつぶした物を目玉焼きと共に朝食にする。

### 果物
プランテンはその成熟過程の全てにおいて調理の対象となり、熟れすぎたプランテンは生食も可能である。プランテンが熟するとより甘みが増し、皮はバナナと同様に緑から黄色を経て黒く変化する。緑の時期には硬くデンプンが豊富であり、ジャガイモのような風味がある。黄色になると柔らかくなり、デンプンは豊富であるが甘くなる。とても良く熟したものはさらに柔らかく、果肉は濃い黄色になり、より甘みが増す。
黄色から黒の時期のプランテンは、デザートとして用いることが出来る。蒸し焼きにされたプランテンは、幼児と老人にとっての栄養食と考えられている。離乳食として、熟したものに塩ひとつまみを加えてすりつぶしたものを使うことも出来る。
皮をむいた時に出る果汁は衣服や手にくっつき、これを取り除くのは容易ではない。
ケーララ州では、大型の黄色く変色したものをネンドラン（Nendran）と呼び、広く販売されている。熟したものは旅行者にとっては便利な軽食である。ケーララでは多様なバナナチップスが軽食として使われており、厚切りにしたものをギーでソテーにしたものも一般的である。

### 粉
プランテンは乾燥させてこれを碾き、粉にすることもある。主要な栄養成分は、水分10.62%、タンパク質3.55%、脂肪1.15%、炭水化物81.67%、灰分3.01%である。
インド南部では粉にしたフェンネルシード少々と混ぜて牛乳か水で茹で、1歳までの子供の食事としている。

### 飲料
プランテンから、バナナビールやバナナワインといった醸造酒を作ることができる。ペルー料理には、チャポ（スペイン語: Chapo、Chapo de Plátano）と呼ばれる水と砂糖で煮詰めたプランテンのジュースがある。

### バナナチップス

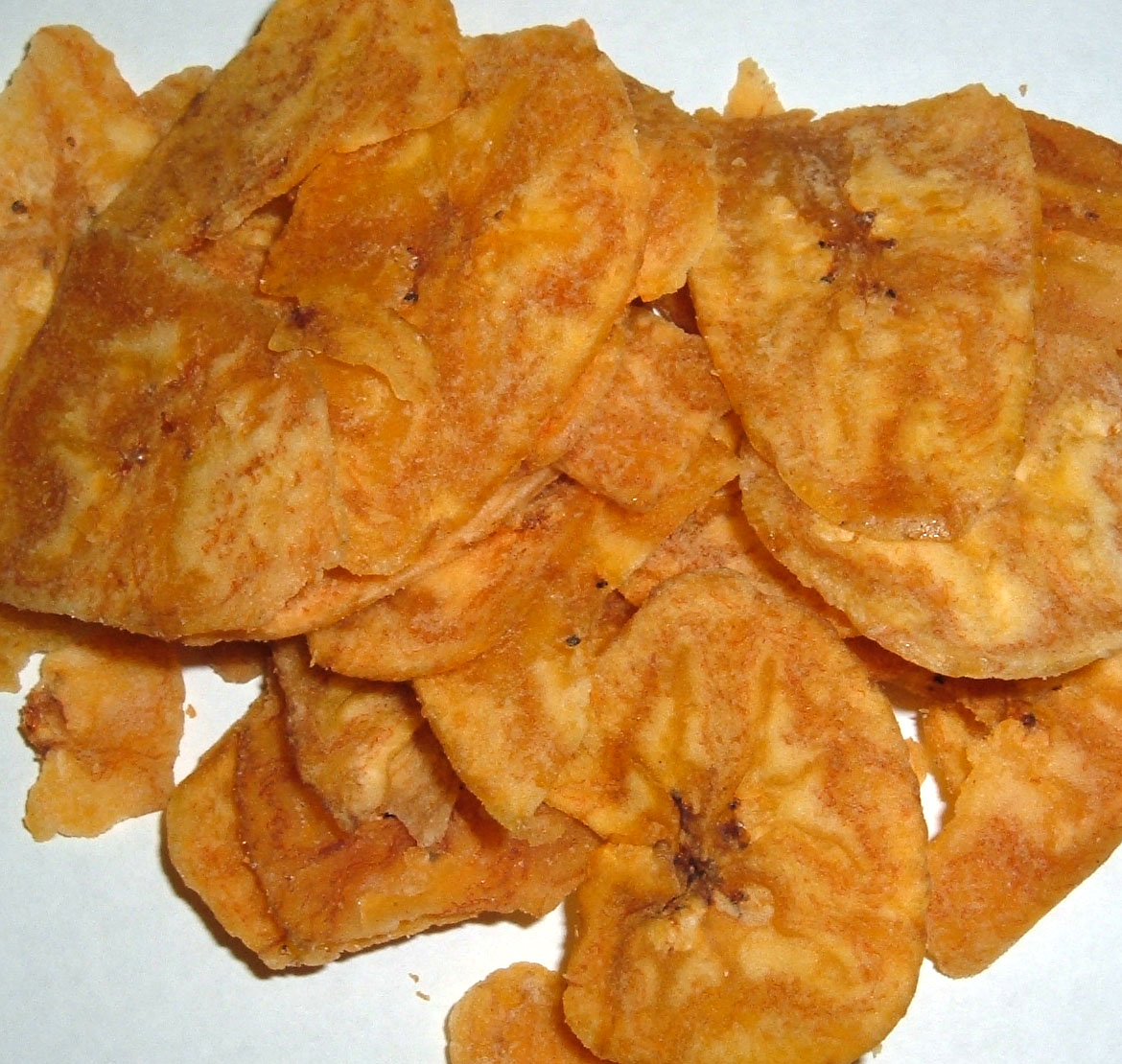
バナナチップス

熟していない果実の皮をむき、1-2mmの厚さでスライスしたものを油で揚げたもの。中央アメリカから南アメリカ大陸にかけてトストーネ等の名で知られる料理である（エクアドルとペルー：チフレス（Chifles）、キューバ：mariquitasまたはChicharitas、プエルトリコ：platanutres）。キューバ、グアテマラ、ドミニカ共和国、ベネズエラ、プエルトリコではトストーネは特に薄く二度揚げしたものを指す。
コロンビア料理では、プラタニートス（スペイン語: Platanitos）として知られ、スペイン風サワークリーム（Suero atollabueyまたはSuero Costeño）と合わせて軽食として食べられている。トスターダは熟していない緑のプランテンを切り、揚げて平らにし、二度揚げして塩をまぶしたものである。これは、他のラテンアメリカ諸国ではトストーネあるいはパタコーンとして知られている。
ハイチでは同様に輪切りにしたものがバナン・フリィ（bannan fris）と呼ばれる。縦方向に薄切りしたものはchicharritasまたはmariquitasと呼ばれる。共に、一般的な軽食あるいは前菜である。
ガイアナとガーナではプランテン・チップス（Plantain chips）と呼ぶ。エクアドルとペルーでは、チフレスである。
インドのケーララ州ではココナッツオイルで揚げ、塩を振ったものをupperiまたはkaya varuthathuと呼び、一般的な軽食となっている。菜食の祝宴であるサディヤにおいても重要な食材である。この緑のプランテンから作られるポテトチップスと同様の硬いチップスは、分類としてはプランテン・チップスとされている。ケーララ州とタミル・ナードゥ州ではバナナが栽培され、プランテン・チップスの製造が産業となっている。ケーララでは各種のプランテンからチップスを作っている。通常は薄切りをココナッツオイルで揚げ、塩か香辛料もしくはその双方で味付けする。Sharkaravarattiは、ジャッガリー（ココヤシの樹液から作る粗黒砂糖）でコーティングし、ショウガとクミンの粉末をまぶしたものである。タミル・ナードゥでは、緑のプランテンをとても薄くスライスしたものが一般的である。ケーララと異なり、油はココナッツオイルではなく、塩、チリパウダー、アサフェティダで味付けされている。インド中西部のマラーティー語ではプランテンをराजेळी केळ（rajeli kela、大型バナナ）と呼び、チップスがよく作られている。
ホンジュラスではタハダス（スペイン語: Tajadas）と呼ばれる。より甘みの強い果物で作られると、バナナチップスとなる。また、縦方向に切ったものはプランテン・ストリップス（Plantain Strips）として知られる。
プランテン・チップスはアメリカ合衆国、インド、エクアドル、ガーナ、ガイアナ、キューバ、グアテマラ、コロンビア、ナイジェリア（ヨルバ族の単語でipekere）、ペルー、ホンジュラス、メキシコ、ジャマイカ、ハイチ、プエルトリコその他カリブ海諸国で一般的な食物である。

### プラタノス・マドゥロス
プラタノス・マドゥロス（スペイン語: Plátanos maduros）は、熟したプランテンの皮を剥き、厚さ3mmから2cmぐらいで切ったものを油を引いた鍋で炒めたものである（金茶色か好みの程度まで）。ドミニカ共和国、ハイチ、エルサルバドル、グアテマラ、エクアドル、ホンジュラス、パナマ、ペルー、コロンビア、キューバ、スリナム、ニカラグア、プエルトリコ（アマリージョス（amarillos））、ジャマイカ、トリニダード・トバゴ、英語圏のカリブ海諸国（単にプランテンと呼ぶ）、アルバ、ニカラグア、ベネズエラといった国々で好まれる料理である。コスタリカでは砂糖が振りかけられ、ナイジェリア西部では炒めてスライスした類似するものがドードーと呼ばれ、カメルーンではmissoleとして知られる。ベネズエラでは厚さ3mmから4mmで縦方向に切ったものを黄金色になるまで炒めたものがタハダスといい、国民食とされるパベジョン・クリオージョ（pabellón criollo）に組み込まれるほど広く普及している料理である。ガーナでもフフやバナナチップスと同様に好まれる料理である。
ドミニカ共和国、エクアドル、コロンビア、ホンジュラス（サワークリームが添えられる）、ベネズエラではオーブンで焼いたもの（シナモンが使用される場合もある）も同様に食されている。緑のプランテンには、塩のみが加えられる。

### バナナキュー、トゥロン、アロス・ア・ラ・クバナ

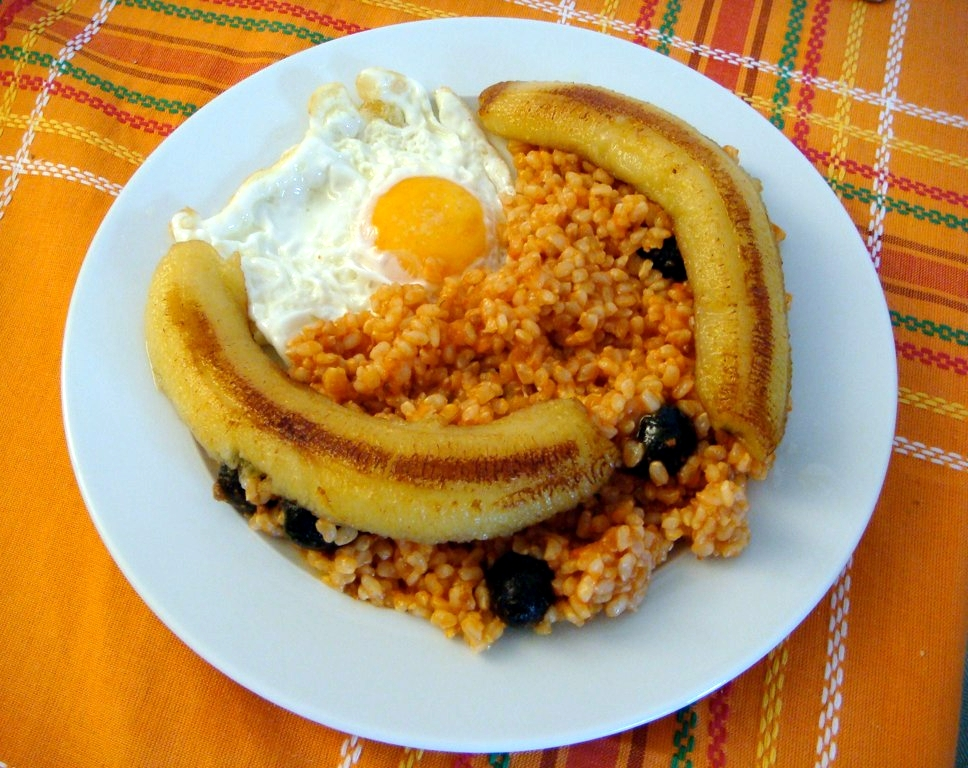
アロス・ア・ラ・クバナ

フィリピンではバナナキュー（タガログ語: Bananaque）が一般的な軽食である。バナナキューはバーベキューとの混成語であるが、串に刺したバナナを焼くものではない。未熟なプランテンの新鮮なものの皮をむき、温かい油を用いて中火で炒めた後に串に刺して売るものである。作り方は二通りあり、一つは油の中にブラウン・シュガーを共に入れ、生のプランテンを直接キャラメリゼするもの。もう一つは、炒めた後に油受けに油を移した後、精白糖をたっぷりと振りかけるものである。ミンダナオ島ではギナンガン（Ginanggang）という名で知られる、炭火焼きの焼きバナナが存在する。
フィリピンのプランテンはサババナナという別種であり、ラテンアメリカの同類よりも10 - 13cm程と小ぶりで角張っている。熟したものはデザートや菓子を作り、しばしば単純に茹でたり、シロップ漬けにしたり、縦にスライスして炒めたりした上から砂糖を振りかける。広く食される料理として、砂糖抜きで炒めたものが、現地化したスペイン料理のアロス・ア・ラ・クバーナ（スペイン語: Arroz a la Cubana、キューバ風ご飯）に用いられる。ピカディーヨ風に味付けした牛ミンチ、白米、目玉焼きに揚げプランテンが添えられる。同様に普及しているものとして、メリエンダ（Merienda、スペイン風軽食）としてトゥロン（スペイン語: Turrón、タガログ語: Turon）がある。これは、熟したプランテンをスライスし、ルンピア（フィリピン風春巻き）の皮（ライスペーパー）で巻いて揚げた後、ブラウン・シュガーでグレーズしたものである。
南アメリカと同種の大型プランテンがフィリピン南部で栽培され、フィリピン市場での勢力を拡大しつつある。

### アッシュ・プランテン
スリランカではアッシュ・プランテン（アル・ケセル、シンハラ語: අළු කෙසෙල්）と呼ばれる品種が料理に用いられる。しばしば、アーユルヴェーダにも使用される。花はケセル・ムーアと呼ばれ、こちらも料理に使用される。

### タハダス
ホンジュラス、ベネズエラ、コロンビアの中央部では、熟したプランテンをスライスして炒めたものをタハダス（スペイン語: Tajadas）と呼ぶ。ベネズエラのパベヨン・クリオーリョ（pabellón criollo）のような伝統的な料理に含まれている。ホストあるいはウェイターがバランダス（Barandas、柵）という俗称をもつものを勧めることもある。これは、皿の横幅いっぱいの長さを持つもので、俗称は皿に対して柵のように見えることに由来する。蜂蜜や砂糖を加えたりバターを加えて炒める場合もあり、その結果、より甘く香りも良好になり金色にキャラメリゼされることになる。プエルトリコとドミニカ共和国では、同様のものがアマリージョス（amarillos）やフリトス・マドゥロス（fritos maduros）として知られている。
ホンジュラスでは、テイクアウト向けの食品として一般的で、フライドチキンと共にテイクアウトし、持ち帰って食べることが一般に行われている。プルペリア（スペイン語: Pulpería、雑貨店）と呼ばれる種類の店舗で販売されている。
パナマでもホンジュラスと同様に重要な位置を占め、炊いた米、肉類、豆類などと共にパナマ料理の主要な一部として日常の食生活で消費されている。
ニカラグアでは対照的にタハダスは未熟なプランテンを使用したものを指す。フリタンガ（Fritanga）の一部となるか、豚肉の炒め物との組み合わせか、もしくはプランテンの葉の上にキャベツのサラダかフレッシュチーズと共に提供される。
コロンビアのカリブ海沿岸では、タハダスは緑のプランテンの炒め物であり、炙り焼きの肉と共に食される。これは、ヨーロッパや北アメリカにおけるフライドポテトの位置に相当するものである。

### トストーネ

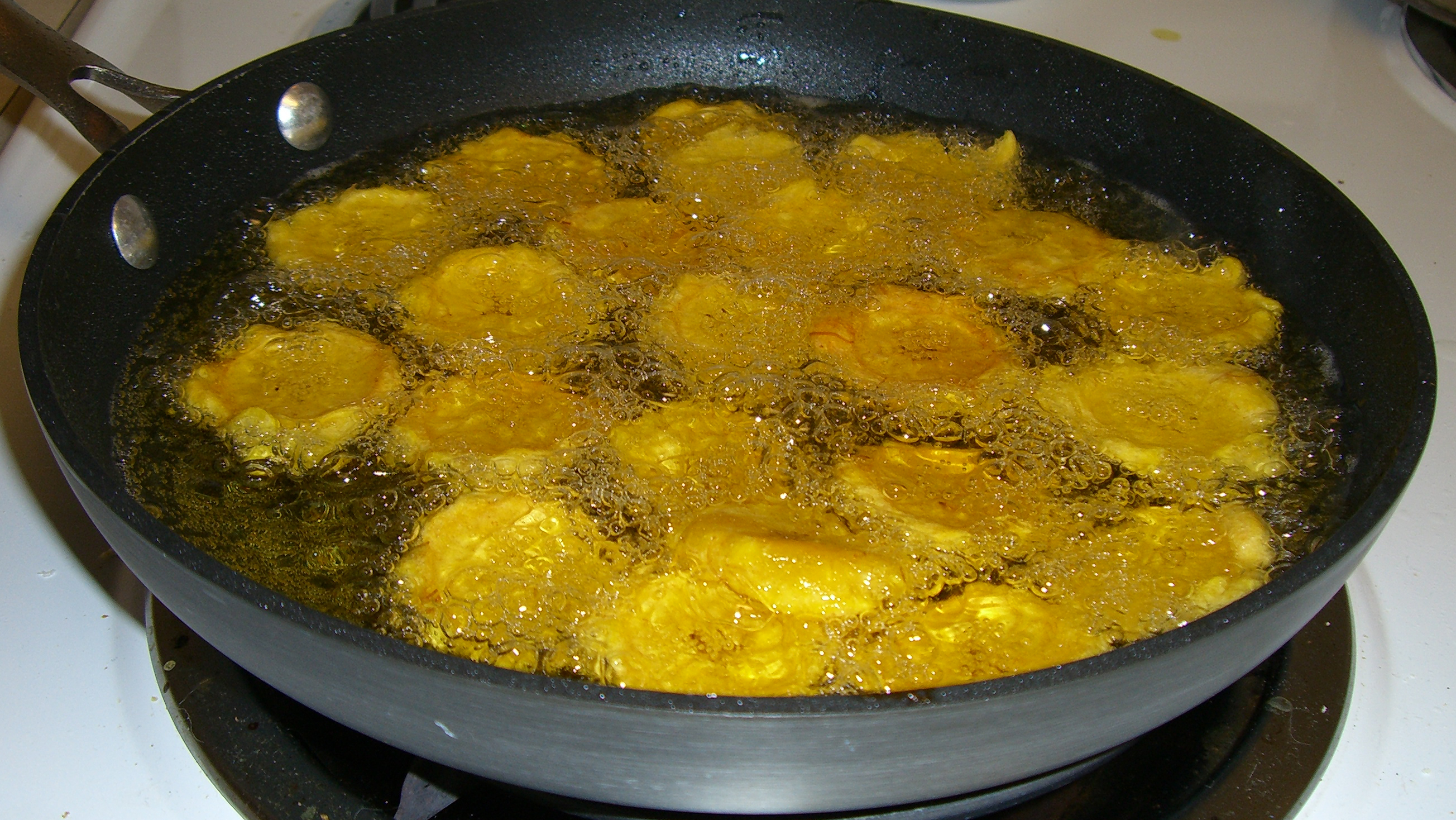
二度揚げされているトストーネ

トストーネ（Tostones、エクアドル、コスタリカ、コロンビア、パナマ、ベネズエラ、ペルー、ホンジュラスではパタコーン（patacones））は、二度揚げされたプランテンである。付け合わせ、前菜、軽食として用いられる。プランテンを4cm程の長さに切り、数秒間油で揚げる。鍋から取り出し、瓶の底やトストーネラ（Tostonera）と呼ばれる器具で高さが半分程度になるまで潰した後、再び揚げ、塩などで味付けをする。
キューバ、ドミニカ共和国、ハイチ、プエルトリコでは、鶏肉・豚肉・牛肉・エビなどを食べる前にクレオールソースにつけて食べられる。南アメリカのいくつかの国ではトストーネは、家庭で作る同様の料理と商店で購入するバナナチップスの双方を指す。ベネズエラ西部、コロンビアの多くの地域、ペルーのアマゾン地帯ではパタコーンが広く普及した料理である。プランテンを細長く切って揚げ、鶏肉・豚肉・牛肉・野菜・ケチャップ等とサンドイッチにする。未熟なものを使用したものがパタコーン・ヴェルデ（patacon verde）、熟したものを使用したものがパタコーン・アマリージョ（patacon amarillo）と呼ばれる。

### フフ・デ・プラタノ
フフ・デ・プラタノ（スペイン語: Fufu de platano）は、キューバの伝統的で一般的な昼食として親しまれている。フフは、西アフリカ（ガーナ、ナイジェリア、カメルーン等）から中央アフリカにかけての地域で数百年前から続く伝統料理でキャッサバ、ヤムイモ、プランテンとキャッサバを混ぜたものなどで作られる。キューバのフフも同様であるが、突き砕かれ、薄いペースト状になりパテのようなものをボール状にする。
プランテンを水から茹でてフォークで潰してフフを作る。できあがったフフをチキンスープストック、ソフリート（sofrito：ラード、にんにく、タマネギ、呼称、トマトソース、少量の酢とクミンから作るソース）と混ぜる。他のカリブ海諸国で食されるモフォンゴと似た食感である。

### ヨーヨー
ベネズエラではヨーヨー（yo-yo）と呼ばれる伝統料理がある。タハダスの様に皮をむいたプランテンの輪切り2枚を揚げ、ホワイトチーズを挟んでサンドイッチ状にして爪楊枝で止めたものである。とき卵につけてヨーヨーが深い黄金色になりチーズが溶けるまで炒めるアレンジもある。付け合わせかアントレとして供される。

### チフレス
チフレス（スペイン語: Chifles）は、ペルー、コロンビア、エクアドルで緑のプランテンを1-2mmの厚さにスライスしたものを炒めたもの。薄切りのプランテンチップを指す場合もある。

### モフォンゴ

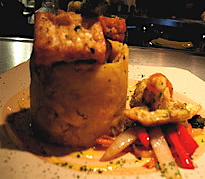
緑のプランテンで作られるプエルトリコ料理のモフォンゴ。

モフォンゴ（スペイン語: Mofongo）はプエルトリコに起源をもつ料理であり、キューバのフフによく似たものである。炒めたプランテンを臼やフードプロセッサーでチチャロン（豚の皮を揚げたもの）かベーコン、オリーブオイル、スープストックと共にすり潰し、肉、魚、貝、野菜やハーブ、香辛料を加える。混ぜたら拳2つ分ほどの高さの円筒形に整形し、温めて食する。通常は、チキンスープと共に供される。
モフォンゴ・レジェーノ（スペイン語: Mofongo relleno）はチキンスープではなくクレオール風のソース（煮込んだ牛肉、鶏肉または魚介）を中央に詰めるものである。

### アルカプリア
アルカプリア（スペイン語: Alcapurria）は、プエルトリコ風のフリッター。通常、グリーンバナナとヤウティア、プランテンをすり潰したものを使用する。ペースト状になったものをマサ（生地）とし、これにピカディロ（挽肉）を詰め、揚げたものである。

### ピオノノ
ピオノノ（スペイン語: Pionono）は、プエルトリコに起源をもつカリブ海諸国の料理である。甘みのあるプランテンをリング状とし味付けした肉を詰め、小麦粉と卵で作った衣で開口部を埋めて揚げたもの。

### パステロン・デ・アマリージョス
パステロン・デ・アマリージョス（スペイン語: Pastelon de amarillos）は、パステロン・デ・プラタノス・マドゥロス（スペイン語: pastelon de platanos maduros）とも呼ばれる、ラザニアに似たドミニカ共和国の伝統的な料理である。ラザニアのパスタを甘いプランテンに変えたもので、プエルトリコではピニョン（スペイン語: Piñón）として知られる。

### マングー
マングーはドミニカ共和国の伝統的な料理で、皮をむいて茹でた緑のプランテンを少量のお湯と共に潰してマッシュポテトのように固めたもの。タマネギのソテーを載せ、目玉焼き、炒めたチーズやサラミ、アボカド等と共に朝食で食べられる。

### ドードー

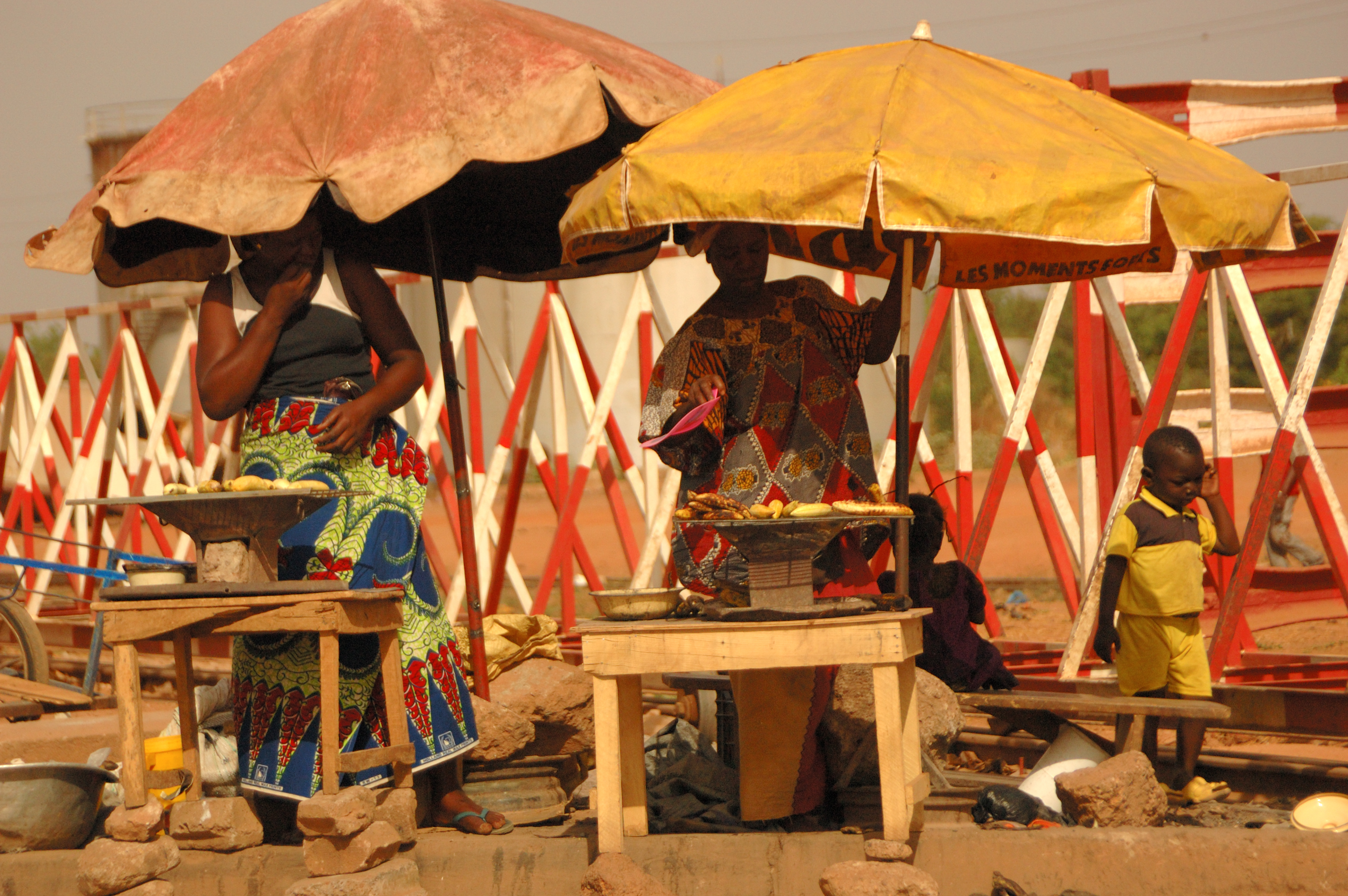
ブルキナファソのワガドゥグーでドードーを販売する露店

プランテンは西アフリカでも一般的な食材である。カメルーン、ベナン、ガーナ、ナイジェリアでは熟したプランテンを揚げたものを、ドードー（dodo）と称する。プランテンを楕円形にカットし、金茶色になるまで揚げたものである。煮込むか添えられた豆または米と共に食べられている。
オシュン州のイキレでは独特のドードーが作られている。ドードー・イキレと呼ばれるこれは、熟しすぎたプランテンを刻んで小片にし、唐辛子を振りかけ煮立ったパーム油で揚げたバナナチップスである。黒くなるまで揚げた後、高さ10cm程の円錐形の木籠に詰められる。このようにして作られたドードー・イキレは、冷凍庫を用いることなく2ヶ月は保存できるものとなる。

### ボリ
ナイジェリアのボリ（Boli）は、焼いたプランテン。一般に焼き魚、ピーナッツ、暖かいパーム油のソースと共に食べられている。ナイジェリア南部及び西部（クロスリバー州、デルタ州、ラゴス州、リバーズ州等）では、軽い昼食としてよく食べられており、特に労働者にとっては短時間で食べられる昼食となっている。

### マトケ
マトケ（Matoke）もしくはマトーケ（Matooke） は、ウガンダ、タンザニア、ルワンダ、コンゴ民主共和国東部で食べられているプランテン。皮を剥き、葉でくるんだプランテンをスフリア（スワヒリ語: Sufuria）と呼ばれる鍋に入れ、葉から取り外した葉柄の上に置く。スフリアの底に水を張って炭火で数時間蒸すと、調理前には白く少々堅かったマトケが柔らかく黄色に変わる。これを葉にくるんだまま潰し、野菜、ピーナッツ、または肉（ヤギまたは牛が一般的）のソースで食べる。葉は、しばしば新鮮なものに交換される。

### パラン・ポリ

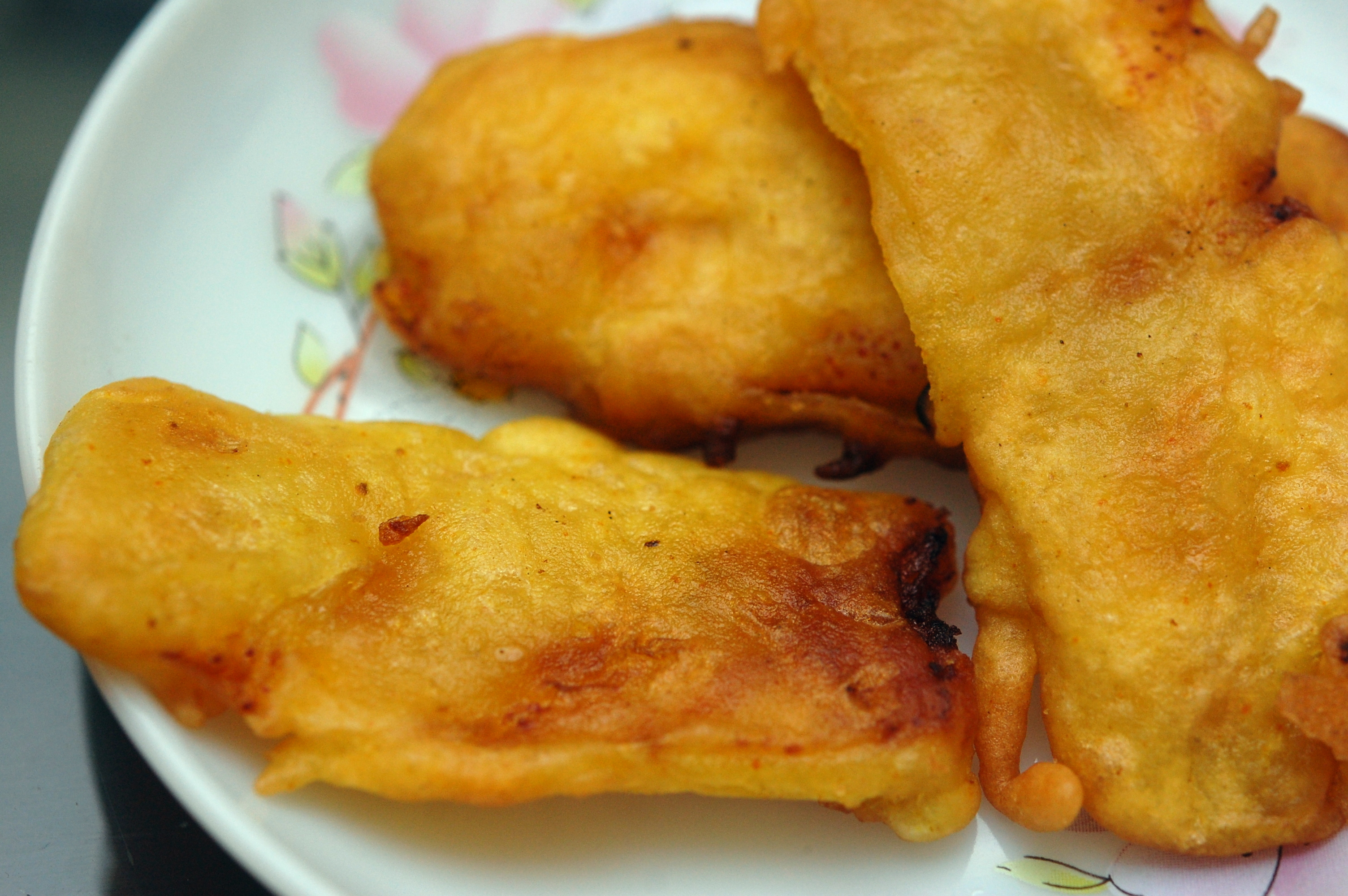
南インドのプランテン料理、パラン・ポリ

ケーララ州ではエシャッカ・アパム（Ethakka appam）、パラン・ボリ（Pazham boli、パランはバナナを意味する）またはパラン・ポリ（pazham pori）は、揚げたプランテンを指す。通常はプランテンに甘みのある米粉か小麦粉衣を付け、ココナッツオイルか植物油で揚げる。ケーララでは特に広まっている軽食である。インドネシアからシンガポール、マレーシアにかけて普及したデザートであるピサン・ゴレン（インドネシア語: pisang goreng、揚げたバナナを意味する）とよく似た料理である。

### アロコ
アロコ（フランス語: Alloco）はコートジボワールの料理である。炒めたプランテンにオニオン・トマトソースをかけるもので、しばしば魚の炙り焼きがプランテンとソースの間に挟まれる

## 果実以外の利用

### 花
プランテンは一つの仮茎が花を付けるのは一度だけである。全ての花は果軸にあり、分かれた果房の先に果指となる雌花が咲き、初期の少数の果房が結実する。
フィリピンではプランテン（特にサババナナ）の花序がプソ・ナン・サギン（タガログ語: Puso ng Saging、バナナの心臓）と呼ばれ食用にされる。ベトナムでは、房の先にある若い雄花をサラダにする。ラオス料理ではカオ・プン（米粉で作る細い麺）に生のものを具として使用する。インドのアーンドラ・プラデーシュ州とタミル・ナードゥ州では、ポリヤル（タミル語: பொறியல்、poriyal）もしくはperetalと呼ばれるドライカレーに使用される。ケーララ州のトーラン（マラヤーラム語: തോരന്‍、Thoran）では果房の付け根（マラヤーラム語でkoompu）が使用され、滋養に富むと考えられている。カルナータカ州では花序が甘酸っぱいゴージュ（gojju、煮込み料理）に使用される。

### 葉
プランテンの葉は全長2mにも及ぶ。バナナの葉によく似ているが、より長く強靱で、料理しても無駄になる部分は少ない。ラテンアメリカでは炊事炉で軽く燻すことで風味と香りを付け、柔軟性を増し、貯蔵に適するように加工される。ベネズエラでは雑貨店や露店でかなり広く取り扱われており、ハヤカ（スペイン語: Hallaca）を包むために用いられる。ニカラグアではナカタマル（Nacatamal）、ビゴロン（Vigorón）、バオ（Baho）等が包まれる。エルサルバドル、グアテマラ、コスタリカ、コロンビア、パナマ、ホンジュラス、ペルーでは、タマレス（Tamales）の仕込みや調理に包むために使用され、各種の味付け肉を包み込むことで風味を閉じ込める役割を果たしている。プエルトリコのパステレス（Pasteles、パテレス、パテレ）は、新鮮な緑のプランテンで生地を作って豚肉を詰め、プランテンの葉で包んで蒸し焼きにしたものである。アフリカでも同様に料理に使用されており、乾燥させたプランテンの葉でトウモロコシの生地を包んで茹でたものが、ガーナ料理のケンケ（Kenkey、ケンキー）であり、粉胡椒、タマネギ、トマト、魚と共に食べられている。
インド南部では伝統的にプランテンの葉がターリー（ヒンディー語: थाली）やサディヤの皿として用いられている。伝統的に葉に載せる様々な食物の配置には重要な意義がある。また、多くのヒンズー教の儀式においても宗教的な意味を有している。これは微細ではあるが不可欠の香りを料理に加えるものである。ケーララ州ではエイダ（Ada、米粉に他の素材を加えて練り上げ、プランテンの葉で包んで蒸したもの）やカリミーン・ポリチャス（karimeen pollichathu、魚のプランテンの葉包み焼き）にプランテンの葉を使用する。アーンドラ・プラデーシュ州、カルナータカ州、タミル・ナードゥ州では祭りのような特別の機会に食器としてプランテンの葉が使用される。イドゥリ（idli、米粉の蒸しパン）やコルカッタイ（Kozhukattai、米粉で作った団子、餡を詰める）を料理するための包みとして使用される。プラスチック製品に置き換えられてはいるが、食物や花の包装としても広く用いられている。フィリピンでも同様の料理が存在している。

### 根茎
根茎は繊維質とデンプン質からなり、その多くが食用に用いられる。インドのアーンドラ・プラデーシュ州では、ドライカレーに用いられる。
根茎は花が咲く時期までは柔らかい葉に覆われ、デンプン質が豊富である。

### 若芽
果実の収穫後、プランテンを切り表皮を剥くと円柱状の柔らかい若芽を採取できる。アーンドラ・プラデーシュ州とタミル・ナードゥ州では、これを小さく刻んでサラダやドライカレー（しばしばココナッツやグリーンチリで味付けされる）、カレー（ヨーグルト、赤唐辛子、ココナッツと共に）に用いられる。若芽は食物繊維が豊富で、便秘を避けるために大いに効果的であると考えられている。摂取には、ジュースを絞るかサラダを食することが一般的で、現地では胃潰瘍や腎結石などの各種の慢性病の治療に効果的であると考えられている。
刻んで蒸し、マサラを加えて炒めることで良質の一皿となる。アッサム語でposola（英語版）と呼ばれるこの料理は、アッサム料理の重要な一部である。ケーララ州とアーンドラ・プラデーシュ州では、結婚式などで出されるトーラン（スパイスを使用した炒め物）をプランテンの若芽で作る。
また、剥いた皮は農家に花やキンマの葉等をまとめる出荷用の縄として利用される。乾燥させた葉鞘や仮茎は裂かれて良質の糸となり、敷物、ガーランド（紐を組み合わせた頭飾り）、包み布などが作られる。伝統的に樹液が火傷や軽い擦り傷の応急手当に使用されている。
エチオピアでは数種の若芽を調理して食用とする。

## 栄養
プランテンは炭水化物の供給源である。有益なタンパク質を含みカロリーに対する比率はキャッサバやサゴヤシに勝るものの、ヤムイモ、トウモロコシ、米、ジャガイモ、小麦といった他の主食には劣る。グラム単位で比較すると、必須アミノ酸含有量は乏しく、キャッサバ以下となる。脂肪分も少なく、高いデンプン含有量をあわせ持つことから、老人病患者の食事となり得る。また、胃潰瘍、セリアック病、大腸炎の患者に対する代用食としても利用可能である。
ベータカロチンはごく少量、ビタミンCはサツマイモ、キャッサバ、ジャガイモと同等であるが、土壌、成熟度、作柄、周辺環境によって左右される。

### 他の主食との栄養の比較
以下はプランテンと他の主食の栄養比較である。但し、この値は生のものであり、直接摂取する量ではない。若芽や加工、調理によって消費可能なものとなるが、数値は異なるものとなる。
| 主食                              | トウモロコシ[A]    | 米[B]              | 小麦[C]            | ジャガイモ[D]      | キャッサバ[E]      | 大豆[F]            | サツマイモ[G]      | モロコシ[H]        | ヤム[I]            | プランテン[J]      |
| --------------------------------- | ------------------ | ------------------ | ------------------ | ------------------ | ------------------ | ------------------ | ------------------ | ------------------ | ------------------ | ------------------ |
| 成分                              | 100gあたりの含有量 | 100gあたりの含有量 | 100gあたりの含有量 | 100gあたりの含有量 | 100gあたりの含有量 | 100gあたりの含有量 | 100gあたりの含有量 | 100gあたりの含有量 | 100gあたりの含有量 | 100gあたりの含有量 |
| 水分（g）                         | 76                 | 12                 | 11                 | 79                 | 60                 | 68                 | 77                 | 9                  | 70                 | 65                 |
| 熱量（kJ）                        | 360                | 1528               | 1419               | 322                | 670                | 615                | 360                | 1419               | 494                | 511                |
| タンパク質（g）                   | 3.2                | 7.1                | 13.7               | 2.0                | 1.4                | 13.0               | 1.6                | 11.3               | 1.5                | 1.3                |
| 脂肪（g）                         | 1.18               | 0.66               | 2.47               | 0.09               | 0.28               | 6.8                | 0.05               | 3.3                | 0.17               | 0.37               |
| 炭水化物（g）                     | 19                 | 80                 | 71                 | 17                 | 38                 | 11                 | 20                 | 75                 | 28                 | 32                 |
| 食物繊維（g）                     | 2.7                | 1.3                | 10.7               | 2.2                | 1.8                | 4.2                | 3                  | 6.3                | 4.1                | 2.3                |
| 糖（g）                           | 3.22               | 0.12               | 0                  | 0.78               | 1.7                | 0                  | 4.18               | 0                  | 0.5                | 15                 |
| カルシウム（mg）                  | 2                  | 28                 | 34                 | 12                 | 16                 | 197                | 30                 | 28                 | 17                 | 3                  |
| 鉄（mg）                          | 0.52               | 4.31               | 3.52               | 0.78               | 0.27               | 3.55               | 0.61               | 4.4                | 0.54               | 0.6                |
| マグネシウム（mg）                | 37                 | 25                 | 144                | 23                 | 21                 | 65                 | 25                 | 0                  | 21                 | 37                 |
| リン（mg）                        | 89                 | 115                | 508                | 57                 | 27                 | 194                | 47                 | 287                | 55                 | 34                 |
| カリウム（mg）                    | 270                | 115                | 431                | 421                | 271                | 620                | 337                | 350                | 816                | 499                |
| ナトリウム（mg）                  | 15                 | 5                  | 2                  | 6                  | 14                 | 15                 | 55                 | 6                  | 9                  | 4                  |
| 亜鉛（mg）                        | 0.45               | 1.09               | 4.16               | 0.29               | 0.34               | 0.99               | 0.3                | 0                  | 0.24               | 0.14               |
| 銅（mg）                          | 0.05               | 0.22               | 0.55               | 0.11               | 0.10               | 0.13               | 0.15               | -                  | 0.18               | 0.08               |
| マンガン（mg）                    | 0.16               | 1.09               | 3.01               | 0.15               | 0.38               | 0.55               | 0.26               | -                  | 0.40               | -                  |
| セレン（mcg）                     | 0.6                | 15.1               | 89.4               | 0.3                | 0.7                | 1.5                | 0.6                | 0                  | 0.7                | 1.5                |
| ビタミンC（mg）                   | 6.8                | 0                  | 0                  | 19.7               | 20.6               | 29                 | 2.4                | 0                  | 17.1               | 18.4               |
| チアミン（mg）                    | 0.20               | 0.58               | 0.42               | 0.08               | 0.09               | 0.44               | 0.08               | 0.24               | 0.11               | 0.05               |
| リボフラビン（mg）                | 0.06               | 0.05               | 0.12               | 0.03               | 0.05               | 0.18               | 0.06               | 0.14               | 0.03               | 0.05               |
| ナイアシン（mg）                  | 1.70               | 4.19               | 6.74               | 1.05               | 0.85               | 1.65               | 0.56               | 2.93               | 0.55               | 0.69               |
| パントテン酸（mg）                | 0.76               | 1.01               | 0.94               | 0.30               | 0.11               | 0.15               | 0.80               | -                  | 0.31               | 0.26               |
| ビタミンB6（mg）                  | 0.06               | 0.16               | 0.42               | 0.30               | 0.09               | 0.07               | 0.21               | -                  | 0.29               | 0.30               |
| 葉酸 計（mcg）                    | 46                 | 231                | 43                 | 16                 | 27                 | 165                | 11                 | 0                  | 23                 | 22                 |
| ビタミンA（IU）                   | 208                | 0                  | 0                  | 2                  | 13                 | 180                | 14187              | 0                  | 138                | 1127               |
| ビタミンE（α-トコフェロール：mg） | 0.07               | 0.11               | 0                  | 0.01               | 0.19               | 0                  | 0.26               | 0                  | 0.39               | 0.14               |
| ビタミンK（mcg）                  | 0.3                | 0.1                | 0                  | 1.9                | 1.9                | 0                  | 1.8                | 0                  | 2.6                | 0.7                |
| ベータカロチン（mcg）             | 52                 | 0                  | 0                  | 1                  | 8                  | 0                  | 8509               | 0                  | 83                 | 457                |
| ルテイン+ゼアキサンチン（mcg）    | 764                | 0                  | 0                  | 8                  | 0                  | 0                  | 0                  | 0                  | 0                  | 30                 |
| 飽和脂肪酸（g）                   | 0.18               | 0.18               | 0.45               | 0.03               | 0.07               | 0.79               | 0.02               | 0.46               | 0.04               | 0.14               |
| 一価不飽和脂肪酸（g）             | 0.35               | 0.21               | 0.34               | 0.00               | 0.08               | 1.28               | 0.00               | 0.99               | 0.01               | 0.03               |
| 多価不飽和脂肪酸（g）             | 0.56               | 0.18               | 0.98               | 0.04               | 0.05               | 3.20               | 0.01               | 1.37               | 0.08               | 0.07               |

| A スイートコーン、黄色、生 |  | B 長粒種、生 |
| C デュラムコムギ           |  | D 皮付き、生 |
| E 生                       |  | F 緑色、生   |
| G 生、未加工               |  | H 生         |
| I 生                       |  | J 生         |

## アレルギー
プランテンとバナナに対するアレルギーが報告されている。症状は摂取後1時間以内に現れる。症状は食物アレルギーの性格を持ち、軽度のものではかゆみや唇、舌、口蓋、喉の腫れが発生する。重いものでは激しいかゆみ、蕁麻疹、粘液を伴う腫れ、胃痛、花粉症、喉の狭窄、喘息があり、さらに血圧の急激な低下を伴う深刻なアナフィラキシーショックも起こりうる。
アレルギーは二つの形で発生する
- シラカンバ花粉アレルギー
- ラテックスアレルギー：プランテンやバナナとゴムノキには同様のアレルゲンがあり、ラテックスアレルギーの原因となる。

プランテンを含むバナナアレルギーは主要な5種のアレルギーには含まれないが、子供と成人を通じて希なものではなく、花粉症、ラテックスアレルギー、植物性の食物に対するアレルギー等よりは高頻度である。